# Leonhard-Euler-Goldmedaille
Die Leonhard-Euler-Goldmedaille (russisch Золотая медаль имени Леонарда Эйлера)  wurde nach dem Schweizer Mathematiker und Physiker Leonhard Euler benannt. Seit 1991 wird sie von der Russischen Akademie der Wissenschaften für  herausragende Leistungen in der Mathematik und Physik vergeben. Seit 1997 erfolgt die Verleihung alle fünf Jahre.

## Preisträger
- 1957 Igor Wassiljewitsch Kurtschatow und Felix Frankl
- 1991 Alexander Danilowitsch Alexandrow
- 1997 Juri Sergejewitsch Ossipow
- 2002 Ludwig Dmitrijewitsch Faddejew
- 2007 Waleri Wassiljewitsch Koslow
- 2012 Sergei Petrowitsch Nowikow
- 2017 Igor Rostislawowitsch Schafarewitsch
- 2022 Sergei Konstantinowitsch Godunow